# Marit Bratberg Lund
Marit Bratberg Lund, née le 7 novembre 1997 à Ilseng dans la commune de Stange en Norvège, est une footballeuse internationale norvégienne évoluant au poste de défenseure au SL Benfica.

## Biographie

### En club
Elle est désignée joueuse de l'année 2021 par le Norsk Telegrambyrå (NTB) pour sa saison au SK Brann.

### En sélection
Bratberg Lund fait ses débuts en équipe de Norvège à l'âge de 24 ans, lors du match opposant la Norvège à l'Albanie et joue l'ensemble de la rencontre. La Norvège l'emporte ainsi sur le score de 5 à 0.
Elle est sélectionnée dans le groupe des 23 joueuses de l'équipe de la Norvège en tant que défenseure pour la Coupe du monde féminine de 2023.

## Palmarès
SK Brann
- Toppserien : 2021, 2022

## Distinctions personnelles
- Joueuse de l'année - Toppserien 2021 par le Norsk Telegrambyrå (NTB)[1]